# Juuso Pykälistö

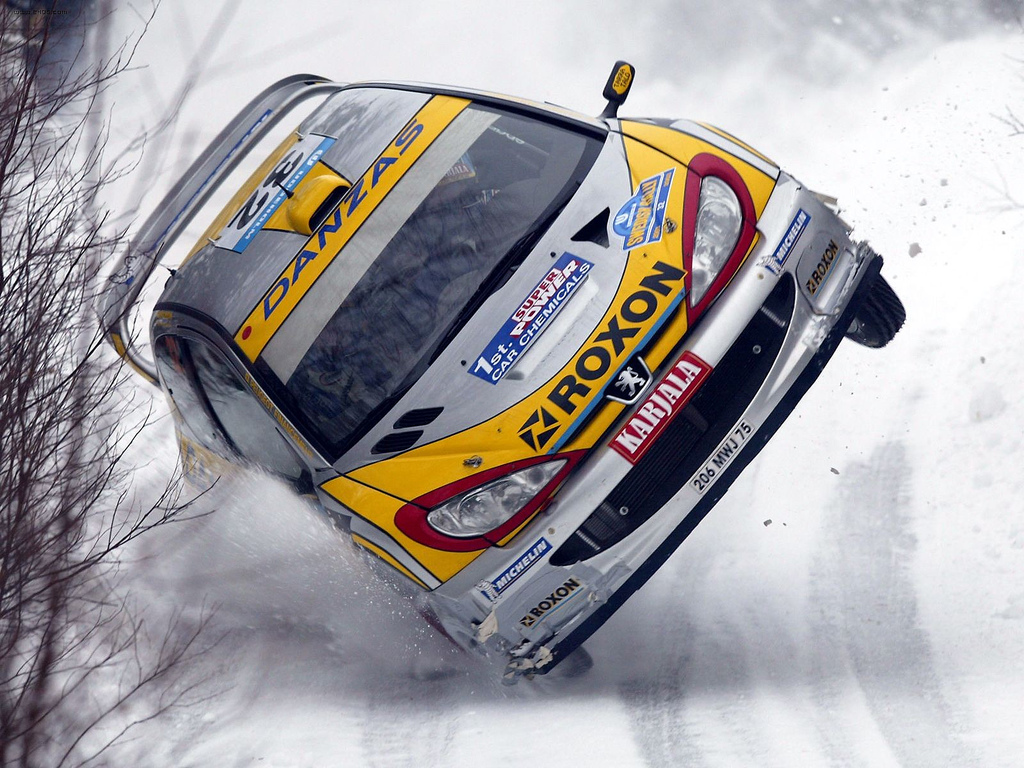
Jusso Pykälistö bei der Rallye Schweden 2003 in einem Peugeot 206 WRC

Juuso Pykälistö (* 21. Mai 1975 in Padasjoki) ist ein finnischer Rallyefahrer. Er fuhr von 1996 bis 2005 in der Rallye-Weltmeisterschaft.

## Karriere
Pykälistö begann seine Motorsportkarriere im Endurosport und wechselte 1994 in den Rallyesport. 1996 nahm er mit einem Opel Astra GSi 16V bei der Rallye Finnland erstmals an der Rallye-Weltmeisterschaft (WRC) teil. 1997 wechselte er auf Mitsubishi und nahm an einzelnen Rallyes der WRC teil. In dieser Zeit wurde Pykälistö dreimal Vizemeister in der Gruppe N der finnischen Rallye-Meisterschaft (1996, 1998 und 2000) und wurde 2000 außerdem Vizemeister in der Gruppe N der schwedischen Rallye-Meisterschaft.
2001 wechselte der Finne zunächst auf Subaru und noch während der Saison zu Toyota. 2002 gewann Pykälistö in einem Toyota Corolla WRC die Rallye Arctic. In den folgenden Jahren wechselte er mehrfach die Autos und startete auf Peugeot, Mitsubishi, Toyota, Citroën, Ford und Subaru. 2005 gelang es ihm mit einem Ford Focus WRC abermals die Rallye Arctic für sich zu entscheiden und er erzielte in einem Citroën Xsara WRC als Achter bei der Rallye Italien seinen ersten und bisher einzigen Punkt in der WRC.
Pykälistö, der insgesamt an 25 Rallyes der WRC teilgenommen hatte, ist seit 2006 zu keiner Rallye der WRC mehr gestartet.